# Зелёный Бор (Екатеринбург)
Зелёный Бор — посёлок в составе муниципального образования «город Екатеринбург» в Свердловской области, подчинён Чкаловскому району Екатеринбурга. Площадь поселка составляет 0,260 кв.км.

## География
Посёлок расположен к востоку от Срединного Уральского хребта в зоне смешанных лесов пригорода Екатеринбурга, находится к югу от областного центра, расстояние до бывшего центра сельсовета, большого посёлка Горный Щит — 3 км, до ближайшей железнодорожной станции «Сысерть» — 10 км. Ближайшие населённые пункты — Горный Щит, Полеводство, Совхозный.

## История
До включения в состав Муниципального образования «город Екатеринбург» посёлок входил в состав Горнощитского сельсовета. Посёлок Рыбхоза был переименован в Зелёный Бор 22 ноября 1966 года.

## Транспорт
Добраться до посёлка можно из Екатеринбурга и Горного Щита на городском автобусе № 91 и на такси.

## Население
| 2002 | 2009 | 2010 | 2021 |
| ---- | ---- | ---- | ---- |
| 647  | ↘79  | ↗165 | ↘157 |

Преобладающая национальность (на 2002 год) — русские (85 %).